# 谁人乐队
谁人乐队（英語：The Who）是一支英国搖滾樂團，他們在1964年成軍。乐队后来成为一直以来最受高评和最受欢迎的摇滚艺术家之一，其現場演出尤其被推崇備至，被形容為「可能是史上最佳的現場演出樂團」。破壞樂器，包括砸吉他、打破鼓組、甩麥克風、吉他大風車等經典舞台動作都是由他們開創的。
樂團大部分時間及經典陣容為主唱羅傑·多特里、結他手皮特·湯申德、貝司手約翰·恩特維斯托及鼓手凱思·穆恩。在凱思·穆恩及約翰·恩特維斯托先後在1978年及2002年離世，包括了1983年—1988年，及1990年—1995年的隐退期，谁人經歷一段長時間的過離合及巡迴演出後，錄音室專輯 Endless Wire 在2006年10月30日推出。1990年被引入搖滾名人堂。2019年12月6日，发行最新录音室专辑 Who 。

## 音乐作品
- （1965年）
- A Quick One（1966年）
- The Who Sell Out（1967年）
- Tommy（1969年）
- Who's Next（1971年）
- Quadrophenia（1973年）
- The Who by Numbers（1975年）
- Who Are You（1978年）
- Face Dances（1981年）
- It's Hard（1982年）
- Endless Wire（2006年）
- Who（2019年）